# Die Rechnung – eiskalt serviert
Die Rechnung – eiskalt serviert ist der vierte Film (und letzte in Schwarz-Weiß) der Jerry-Cotton-Serie aus den 1960er Jahren.

## Handlung
Eine Bande um Charles Anderson möchte einen Geldtransporter des New Yorker Schatzamtes überfallen. Dazu benötigen sie die Hilfe des Chemikers Tommy Wheeler. Eine zweite Bande beobachtet die Vorbereitungen zum Raub und zwingt Wheeler, die Seite zu wechseln. Wheeler wird von Anderson als Verräter gejagt und kommt bei einer Verfolgungsjagd ums Leben.
Der Überfall selbst verläuft planmäßig. Anschließend lässt Anderson Wheelers Freundin Violet entführen, um an dessen Hintermänner zu kommen. Die entführte Violet ruft telefonisch Jerry Cotton um Hilfe; das Telefonat wird jedoch von Anderson abgehört, der nun Jerry Cotton für den Komplizen Wheelers hält. In Wahrheit handelt es sich aber bei Wheelers Hintermännern um den Chefkontrolleur des Schatzamtes, Davis, und dessen Gehilfen Stanley. Bei dem Versuch, Violet zu befreien, wird auch Jerry Cotton verhaftet.
Davis und Stanley können sich gegen Anderson und seine Leute durchsetzen und die Beute in ihre Gewalt bringen; sie geben aber vor, der Bande ein Drittel der Beute zu überlassen. Davis stellt Andersons Männern allerdings eine Falle, und diese werden vom FBI verhaftet. Anderson selbst wird von Stanley erschossen. Davis und Stanley flüchten mit der Beute in einem Hubschrauber. Jerry Cotton kann sich selbst und Violet befreien. Er hängt sich an den Hubschrauber und zwingt diesen zu einer Notlandung. Davis und Stanley werden verhaftet.

## Synchronisation
| Rolle         | Darsteller     | Synchronsprecher      |
| ------------- | -------------- | --------------------- |
| Jerry Cotton  | George Nader   | Heinz Engelmann       |
| John M. Clark | Walter Rilla   | Erwin Linder          |
| George Davis  | Ullrich Haupt  | Gert Günther Hoffmann |
| Happy         | Axel Scholtz   | Friedrich Schütter    |
| Caruso        | Ilija Ivezić   | Uwe Friedrichsen      |
| Mr. High      | Richard Münch  | Thomas Reiner         |
| Mary          | Birke Bruck    | Gisela Trowe          |
| Chuck         | Pierre Richard | Günther Jerschke      |

## Kritik

Posterlogo

Das Lexikon des internationalen Films bezeichnet den Film als „Trivial-Krimi“, das Heyne Filmlexikon (1996) nennt ihn „unfreiwillig komisch durch die handwerklichen Schwächen.“ Der Evangelische Film-Beobachter fasst seine Kritik so zusammen: „In Stil und Qualität von seinen Vorgängern kaum abweichender Serienfilm, der sich allerdings wohltuend von anderen Agenten-Streifen abhebt.“